# Štadión pod Zoborom
Štadión pod Zoborom je fotbalový stadion slovenského klubu FC Nitra stojící ve slovenském městě Nitra. Fotbalový stadion leží v tiché lokalitě Sihoť, pod Nitranským hradem, jako součást víceúčelového sportovního areálu. Nově zde bylo vybudované umělé osvětlení.
V roce 2013 se zde odehrálo pár zápasů Mistrovství Evropy ve fotbale hráčů do 17 let.
V roce 2018 proběhla rekonstrukce stadionu, při které byly ochozy nahrazeny krytými tribunami k sezení, takže současná kapacita činí 7 246 sedících diváků.